# 페록스도가머리박쥐
페록스도가머리박쥐 또는 페록스사냥개박쥐(Eumops ferox)는 큰귀박쥐과에 속하는 박쥐의 일종이다. 카리브해와 멕시코, 중앙아메리카에서 발견된다. 이전에는 바그너도가머리박쥐의 아종으로 분류했지만 현재는 별도의 종으로 분류하고 있다.